# Торчелло

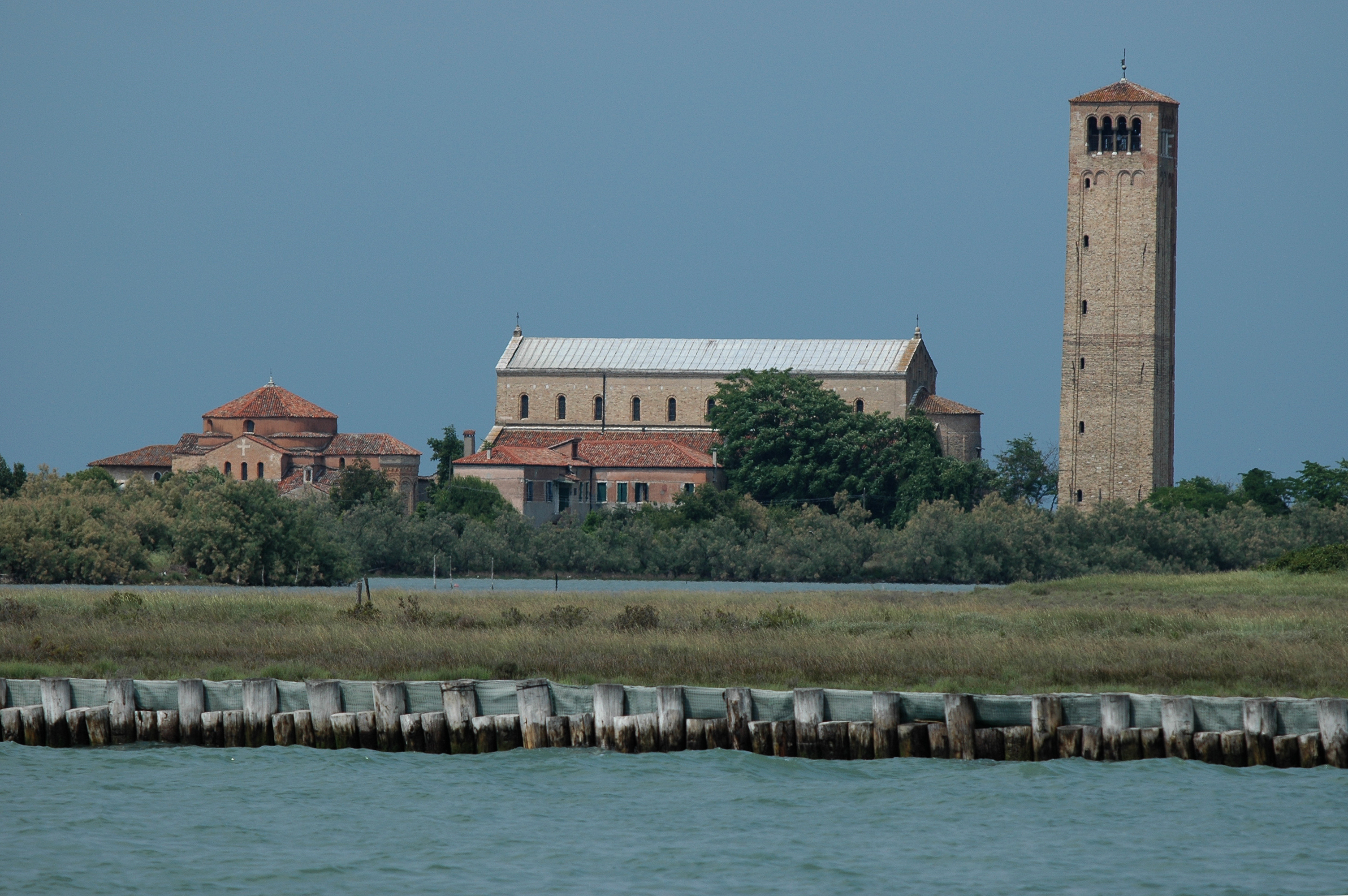
Вид на остров и его собор из лагуны.

Торчелло (итал. Torcello, вен. Torceło) — малонаселённый остров в северной части Венецианской лагуны, который в раннем средневековье был самым крупным поселением лагуны. Его покровительницей издревле считается святая Фоска.
Соимённый острову город основан в 452 г. жителями города Альтинума, бежавшими от вторжения гуннов. В 638 году на остров перебрался и местный епископ, который основал соборную церковь для хранения мощей мученика Илиодора. Город разбогател на торговле с Константинополем и к X веку насчитывал не менее 10 000 жителей (существенно больше, чем население тогдашней Венеции).
В XII веке гавань Торчелло заилела и превратилась в зловонное болото (итал. laguna morta, «мёртвая лагуна»). Морская торговля заглохла, жители бежали от малярии в Венецию, епископ перебрался в Мурано, большинство зданий было разобрано для строительства венецианских дворцов. К концу XX века на острове проживало несколько семейств рыбаков; большинство жителей заняты обслуживанием многочисленных летом туристов.
Помимо причудливого мостика, от средневекового города сохранилось только четыре здания — два скромных палаццо XIV века (в них размещены музейные коллекции), романская церковь Св. Фоски (XII век) и собор Санта-Мария-Ассунта (864—867 гг., перестроен в 1008 г.) с баптистерием IX века и грандиозным ансамблем византийских мозаик XII века — лучшим в северной Италии.